# Ficus calopilina
Ficus calopilina är en mullbärsväxtart som beskrevs av Friedrich Ludwig Diels. Ficus calopilina ingår i släktet fikonsläktet, och familjen mullbärsväxter. Inga underarter finns listade i Catalogue of Life.